# Coris cuvieri
Coris cuvieri (Bennett, 1831) è un pesce di acqua salata appartenente alla famiglia Labridae.

## Distribuzione e habitat
Proviene dalle barriere coralline dell'oceano Indiano e del Mar Rosso, in particolare da Sri Lanka, Maldive, Laccadive, Mare delle Andamane, Zanzibar, Chagos, Riunione, Comore, Seychelles, Mauritius, coste dell'Africa orientale, soprattutto Kenya, Sudafrica, Somalia e Mozambico. Nuota fino a 50 m di profondità, ma i giovani si trovano anche nelle pozze di marea.

## Descrizione
Presenta un corpo allungato, abbastanza compresso ai lati. La pinna caudale ha il margine arrotondato. La lunghezza massima registrata per questa specie è di 38 cm. La colorazione varia moltissimo durante la vita del pesce, infatti i giovani sono completamente diversi dagli adulti e somigliano ai giovani di C. gaimard: il loro corpo è arancione con quattro macchie bianche bordate di nero, due sul dorso, una sulla testa, sopra l'occhio, e una sul peduncolo caudale. Parte della pinna caudale è trasparente.
I maschi adulti hanno la testa verde, abbastanza scura, e il resto del corpo marrone tendente al rossastro. Alla base delle pinne pettorali, verdi chiare, e sull'opercolo sono presenti delle sfumature giallastre. Poco dietro, appena prima della metà del corpo, c'è una striscia verticale rossa più chiara. La pinna dorsale e la pinna anale sono rosse e verdi; i primi raggi della pinna dorsale sono lunghi più del doppio degli altri.

## Biologia

### Comportamento
È una specie prevalentemente solitaria eccetto che nel periodo riproduttivo, durante il quale forma gruppi composti da diverse femmine ed un solo maschio adulto.

### Alimentazione
È prevalentemente carnivora, infatti si nutre soprattutto di invertebrati acquatici dotati di guscio come molluschi, crostacei ed echinodermi, in particolare ricci di mare.

## Conservazione
Questa specie viene classificata come "a rischio minimo" (LC) dalla lista rossa IUCN perché viene catturata molto raramente per essere allevata in acquario e perché è diffusa in alcune aree marine protette.